# Dovški križ
Dovški križ ist ein Berg in den Julischen Alpen in Slowenien mit einer Höhe von 2542 m. i. J.

## Lage und Umgebung
Der felsige Berg gehört zur Martuljek-Gruppe (Martuljške gore) im Nationalpark Triglav. Im Norden liegt das Tal der Save, in Richtung Südosten fällt der Berg über 1600 Meter tief ins Vrata-Tal ab. Nachbargipfel im Westen ist der 2628 m hohe Veliki Oltar, im Nordosten setzt sich der Kamm zur 2458 m hohen Škrnatarica und der 2427 m hohen Kukova Špica fort.
Nordöstlich des Gipfels liegt ein abgeschlossenes Kar namens Amfiteater, dessen obere Regionen häufig ganzjährig firnbedeckt bleiben. Die schrofige Südseite des Dovški križ wird von Schutthalden und alpinen Matten geprägt.

## Alpinismus
Der Normalweg zum Dovški križ ist ein unmarkierter Anstieg über die Südseite. Er führt von Poldov rovt 900 m im Vrata-Tal über eine 2118 m hoch gelegene Biwakschachtel im Schwierigkeitsgrad I (UIAA) zum Gipfel. 
Der Nordanstieg verläuft von Martuljek im Savetal (750 m) auf markierten und teilweise versicherten Steigen zu einer auf 1340 m gelegenen Biwakschachtel und von dort unmarkiert weiter durch ein steiles Couloir namens Jugova grapa. Er weist Schwierigkeiten im UIAA-Grad I und Steigungen im Firn bis zu 50° auf. Dieser Anstieg ist auch als anspruchsvolle Skitour möglich. Eine weitere Route ist der Übergang vom Nachbargipfel Škrnatarica im Schwierigkeitsgrad II. Durch die Nordwestwand führt eine Kletterroute im Grad IV+.